# Франсіс Герреро
Франсіс Герреро (ісп. Francis Guerrero, нар. 11 березня 1996, Коїн) — іспанський футболіст, захисник клубу «Альмерія».

## Ігрова кар'єра
Народився 11 березня 1996 року в місті Коїн. Вихованець юнацької команди «Пуерто Малагуеньйо», а з 2014 року приєднався до кантери клубу «Реал Бетіс.
З 2015 року почав грати за «Реал Бетіс», а за два роки дебютував у складі основної команди «Бетіса».
31 січня 2020 року на умовах оренди приєднався до «Альмерії».